# كلمة (مجلة مغربية)
كلمة هي مجلة مغربية عن المرأة وأيضًا مجلة خبرية تصدر شهريا باللغة الفرنسية، نشرت في المغرب بين عامي 1986 و1989.

## نشأتها وسيرتها الذاتية
تأسست كلمة في عام 1986،  تأسست على يد منظمة المرأة المتطرفة، وهواتحاد للعمل النسائي. 
وكانت تهدف المجلة إلى التأكيد على أن «أدوار الجنسين، والحياة الجنسية، وحتى تقسيم العمل لم يتم تحديده إلاهيا ولم ترسمه الطبيعة، ولكن له أصل تاريخي.» واعتمدت على تقديم نظرة نسائية في التعامل مع الجوانب الاجتماعية والاقتصادية والسياسية والثقافية من حياة المرأة. كما تناولت القضايا الحساسة في المغرب،  بما في ذلك الأطفال المتخلى عنهم في البلاد.  وكانت أول مجلة مغربية تتضمن مقالات عن مواضيع محظورة مثل الإجهاض، اغتصاب الأطفال، الامهات العازبات، المخدرات والجنس.  بالإضافة إلى ذلك، تضمنت كلمة صفحات عن الأخبار والسينما.
وكانت هند تراجى هي المؤسس والمحرر الوحيد للجريدة، اما فاطمة المرنيسى كانت من ضمن المساهمين في كلمة.
صادرت السلطات المغربية عدد مارس 1989 من المجلة  فقد كانت تحتوي على مقالات حول بغاء الذكور وعدم وجود حرية في الصحافة في المغرب،  والذي ادى إلى إغلاق المجلة في 25 أبريل 1989. 